# Mesosemia kwokii
Mesosemia kwokii is een vlindersoort uit de familie van de prachtvlinders (Riodinidae), onderfamilie Riodininae.
Mesosemia kwokii werd in 1994 beschreven door D'Abrera.